# Ukrainische Snooker-Meisterschaft 2011
Die ukrainische Snooker-Meisterschaft 2011 war ein Snookerturnier, das vom 4. bis 6. November 2011 im BK Bingo in der ukrainischen Hauptstadt Kiew stattfand.
Titelverteidiger Alan Trigg gewann durch einen 4:0-Finalsieg gegen Serhij Petrasch seinen zweiten Meistertitel und blieb im gesamten Turnier ohne Frameverlust. Den dritten Platz belegten Jaroslaw Wynokur, der kurz zuvor zum zweiten Mal Weltmeister im Russischen Billard geworden war, und Maksym Stoljartschuk, gegen den Rekordsieger Serhij Issajenko im Achtelfinale ausgeschieden war. Erstmals nahm auch Artem Koschowyj, der ukrainische Rekordmeister im Poolbillard, an der Snooker-Meisterschaft teil, und scheiterte im Viertelfinale an Trigg. Die beiden teilnehmenden Frauen, Nadija Mochnjuk und Antonina Smyrnowa, schieden ohne Framegewinn in der Vorrunde aus.

## Modus
Gegenüber dem Vorjahr reduzierte sich die Teilnehmerzahl auf 42 Spieler. Die besten acht Spieler der nationalen Rangliste waren im Achtelfinale gesetzt, ab dem das Turnier im K.-o.-System gespielt wurde. Ihre acht Gegner wurden aus den 34 übrigen Teilnehmern im Doppel-K.-o.-System ermittelt. Mit Māris Kaļva und Sergejs Koļcovs nahmen erneut zwei Letten an der offenen Meisterschaft teil.

## Vorrunde

### Hauptrunde
| Spiel | Spieler 1              | Ergebnis | Spieler 2       |
| ----- | ---------------------- | -------- | --------------- |
| 1     | Wolodymyr Krawtschenko | 02:02    | Jurij Lewyzkyj  |
| 9     | Sajid Butschajew       | 21:21    | Oleh Waskowskyj |

| Spiel | Spieler 1    | Ergebnis | Spieler 2       |
| ----- | ------------ | -------- | --------------- |
| 16    | Roman Hussar | kl.      | Sergejs Koļcovs |

### 1. Gewinnerrunde
32 Spieler (3 Sieger der Hauptrunde und 29 Spieler, die in der Hauptrunde ein Freilos hatten)
| Spiel | Spieler 1              | Ergebnis | Spieler 2              |
| ----- | ---------------------- | -------- | ---------------------- |
| 17    | Kostjantyn Wowtschenko | 02:02    | Wolodymyr Krawtschenko |
| 18    | Hryhorij Chymotschka   | 20:20    | Maksym Stoljartschuk   |
| 19    | Mykyta Pawelko         | 20:20    | Andrij Schulha         |
| 20    | Ruslan Iwanez          | 12:12    | Roman Skudar           |
| 21    | Jaroslaw Wynokur       | 02:02    | Nadija Mochnjuk        |
| 22    | Serhij Poremskij       | 20:20    | Oleksij Dobrowolskyj   |
| 23    | Serhij Petrasch        | 12:12    | Oleksij Jarmonenko     |
| 24    | Stepan Deljatynskyj    | 02:02    | Antonina Smyrnowa      |

| Spiel | Spieler 1          | Ergebnis | Spieler 2           |
| ----- | ------------------ | -------- | ------------------- |
| 25    | Andrij Malahlowez  | 21:21    | Oleh Waskowskyj     |
| 26    | Māris Kaļva        | 21:21    | Witalij Jurezkyj    |
| 27    | Bohdan Moltschanow | 21:21    | Bohdan Krywko       |
| 28    | Jewhen Kamelkow    | 20:20    | Jewhen Nowossad     |
| 29    | Denys Pawelko      | 20:20    | Artem Stoljartschuk |
| 30    | Alan Trigg         | 02:02    | Roman Popow         |
| 31    | Artem Koschowyj    | 12:12    | Jehor Kozjubynskyj  |
| 32    | Roman Hussar       | 21:21    | Petro Stezischin    |

### 2. Gewinnerrunde
16 Spieler (Sieger der 1. Gewinnerrunde)
| Spiel | Spieler 1              | Ergebnis | Spieler 2            |
| ----- | ---------------------- | -------- | -------------------- |
| 49    | Kostjantyn Wowtschenko | 20:20    | Maksym Stoljartschuk |
| 50    | Andrij Schulha         | 12:12    | Ruslan Iwanez        |
| 51    | Jaroslaw Wynokur       | 12:12    | Oleksij Dobrowolskyj |
| 52    | Serhij Petrasch        | 02:02    | Stepan Deljatynskyj  |

| Spiel | Spieler 1           | Ergebnis | Spieler 2        |
| ----- | ------------------- | -------- | ---------------- |
| 53    | Oleh Waskowskyj     | 02:02    | Witalij Jurezkyj |
| 54    | Bohdan Krywko       | 20:20    | Jewhen Nowossad  |
| 55    | Artem Stoljartschuk | 20:20    | Alan Trigg       |
| 56    | Artem Koschowyj     | 02:02    | Petro Stezischin |

### 3. Gewinnerrunde
8 Spieler (Sieger der 2. Gewinnerrunde)
| Spiel | Spieler 1            | Ergebnis | Spieler 2       |
| ----- | -------------------- | -------- | --------------- |
| 73    | Maksym Stoljartschuk | 02:02    | Andrij Schulha  |
| 74    | Jaroslaw Wynokur     | 21:21    | Serhij Petrasch |

| Spiel | Spieler 1       | Ergebnis | Spieler 2       |
| ----- | --------------- | -------- | --------------- |
| 75    | Oleh Waskowskyj | 20:20    | Jewhen Nowossad |
| 76    | Alan Trigg      | 02:02    | Artem Koschowyj |

### 1. Verliererrunde
6 Spieler (3 Verlierer der Hauptrunde gegen 3 Verlierer der 1. Gewinnerrunde)
| Spiel | Spieler 1        | Ergebnis | Spieler 2         |
| ----- | ---------------- | -------- | ----------------- |
| 33    | Jurij Lewyzkyj   | 21:21    | Roman Hussar      |
| 41    | Sajid Butschajew | 02:02    | Antonina Smyrnowa |

| Spiel | Spieler 1       | Ergebnis | Spieler 2              |
| ----- | --------------- | -------- | ---------------------- |
| 48    | Sergejs Koļcovs | kl.      | Wolodymyr Krawtschenko |

### 2. Verliererrunde
16 Spieler (3 Sieger der 1. Verliererrunde und 13 Verlierer der 1. Gewinnerrunde)
| Spiel | Spieler 1       | Ergebnis | Spieler 2          |
| ----- | --------------- | -------- | ------------------ |
| 57    | Roman Hussar    | 20:20    | Jehor Kozjubynskyj |
| 58    | Roman Popow     | 02:02    | Denys Pawelko      |
| 59    | Jewhen Kamelkow | 21:21    | Bohdan Moltschanow |
| 60    | Māris Kaļva     | 12:12    | Andrij Malahlowez  |

| Spiel | Spieler 1            | Ergebnis | Spieler 2              |
| ----- | -------------------- | -------- | ---------------------- |
| 61    | Sajid Butschajew     | 02:02    | Oleksij Jarmonenko     |
| 62    | Serhij Poremskij     | 02:02    | Nadija Mochnjuk        |
| 63    | Roman Skudar         | 21:21    | Mykyta Pawelko         |
| 64    | Hryhorij Chymotschka | 02:02    | Wolodymyr Krawtschenko |

### 3. Verliererrunde
16 Spieler (Sieger der 2. Verliererrunde gegen Verlierer der 2. Gewinnerrunde)
| Spiel | Spieler 1          | Ergebnis | Spieler 2              |
| ----- | ------------------ | -------- | ---------------------- |
| 65    | Jehor Kozjubynskyj | 02:02    | Stepan Deljatynskyj    |
| 66    | Roman Popow        | 02:02    | Oleksij Dobrowolskyj   |
| 67    | Bohdan Moltschanow | 12:12    | Ruslan Iwanez          |
| 68    | Māris Kaļva        | 02:02    | Kostjantyn Wowtschenko |

| Spiel | Spieler 1            | Ergebnis | Spieler 2           |
| ----- | -------------------- | -------- | ------------------- |
| 69    | Sajid Butschajew     | 12:12    | Petro Stezischin    |
| 70    | Serhij Poremskij     | 20:20    | Artem Stoljartschuk |
| 71    | Mykyta Pawelko       | 20:20    | Bohdan Krywko       |
| 72    | Hryhorij Chymotschka | 21:21    | Witalij Jurezkyj    |

### 4. Verliererrunde
8 Spieler (Sieger der 3. Verliererrunde)
| Spiel | Spieler 1          | Ergebnis | Spieler 2   |
| ----- | ------------------ | -------- | ----------- |
| 77    | Jehor Kozjubynskyj | 12:12    | Roman Popow |
| 78    | Bohdan Moltschanow | 12:12    | Māris Kaļva |

| Spiel | Spieler 1        | Ergebnis | Spieler 2           |
| ----- | ---------------- | -------- | ------------------- |
| 79    | Sajid Butschajew | 20:20    | Artem Stoljartschuk |
| 80    | Bohdan Krywko    | 02:02    | Witalij Jurezkyj    |

### 5. Verliererrunde
8 Spieler (Sieger der 4. Verliererrunde gegen Verlierer der 3. Gewinnerrunde)
| Spiel | Spieler 1          | Ergebnis | Spieler 2       |
| ----- | ------------------ | -------- | --------------- |
| 81    | Jehor Kozjubynskyj | 20:20    | Oleh Waskowskyj |
| 82    | Bohdan Moltschanow | 20:20    | Artem Koschowyj |

| Spiel | Spieler 1           | Ergebnis | Spieler 2        |
| ----- | ------------------- | -------- | ---------------- |
| 83    | Artem Stoljartschuk | 02:02    | Andrij Schulha   |
| 84    | Bohdan Krywko       | 20:20    | Jaroslaw Wynokur |

## Finalrunde
|  | Achtelfinale           | Achtelfinale |                      |                 | Viertelfinale      | Viertelfinale |  |  | Halbfinale | Halbfinale |  |  | Finale | Finale |
|  |                        |              |                      |                 |                    |               |  |  |            |            |  |  |        |        |
|  |                        |              |                      |                 |                    |               |  |  |            |            |  |  |        |        |
|  | Serhij Issajenko       | 1            |                      |                 |                    |               |  |  |            |            |  |  |        |        |
|  | Maksym Stoljartschuk   | 3            |                      |                 |                    |               |  |  |            |            |  |  |        |        |
|  | Maksym Stoljartschuk   | 3            | Maksym Stoljartschuk | 3               |                    |               |  |  |            |            |  |  |        |        |
|  |                        |              | Maksym Stoljartschuk | 3               |                    |               |  |  |            |            |  |  |        |        |
|  |                        |              |                      |                 | Oleksandr Sacharow | 1             |  |  |            |            |  |  |        |        |
|  | Oleksandr Sacharow     | 3            |                      |                 | Oleksandr Sacharow | 1             |  |  |            |            |  |  |        |        |
|  | Oleksandr Sacharow     | 3            |                      |                 |                    |               |  |  |            |            |  |  |        |        |
|  | Oleh Waskowskyj        | 0            |                      |                 |                    |               |  |  |            |            |  |  |        |        |
|  | Oleh Waskowskyj        | 0            | Maksym Stoljartschuk | 2               |                    |               |  |  |            |            |  |  |        |        |
|  |                        |              | Maksym Stoljartschuk | 2               |                    |               |  |  |            |            |  |  |        |        |
|  |                        |              |                      | Serhij Petrasch | 3                  |               |  |  |            |            |  |  |        |        |
|  | Swjatoslaw Iwaniw      | 3            |                      | Serhij Petrasch | 3                  |               |  |  |            |            |  |  |        |        |
|  | Swjatoslaw Iwaniw      | 3            |                      |                 |                    |               |  |  |            |            |  |  |        |        |
|  | Artem Stoljartschuk    | 1            |                      |                 |                    |               |  |  |            |            |  |  |        |        |
|  | Artem Stoljartschuk    | 1            | Swjatoslaw Iwaniw    | 0               |                    |               |  |  |            |            |  |  |        |        |
|  |                        |              | Swjatoslaw Iwaniw    | 0               |                    |               |  |  |            |            |  |  |        |        |
|  |                        |              |                      |                 | Serhij Petrasch    | 3             |  |  |            |            |  |  |        |        |
|  | Wiktor Myronjuk        | 0            |                      |                 | Serhij Petrasch    | 3             |  |  |            |            |  |  |        |        |
|  | Wiktor Myronjuk        | 0            |                      |                 |                    |               |  |  |            |            |  |  |        |        |
|  | Serhij Petrasch        | 3            |                      |                 |                    |               |  |  |            |            |  |  |        |        |
|  | Serhij Petrasch        | 3            | Serhij Petrasch      | 0               |                    |               |  |  |            |            |  |  |        |        |
|  |                        |              | Serhij Petrasch      | 0               |                    |               |  |  |            |            |  |  |        |        |
|  |                        |              |                      | Alan Trigg      | 4                  |               |  |  |            |            |  |  |        |        |
|  | Wladyslaw Wyschnewskyj | 1            |                      | Alan Trigg      | 4                  |               |  |  |            |            |  |  |        |        |
|  | Wladyslaw Wyschnewskyj | 1            |                      |                 |                    |               |  |  |            |            |  |  |        |        |
|  | Jewhen Nowossad        | 3            |                      |                 |                    |               |  |  |            |            |  |  |        |        |
|  | Jewhen Nowossad        | 3            | Jewhen Nowossad      | 0               |                    |               |  |  |            |            |  |  |        |        |
|  |                        |              | Jewhen Nowossad      | 0               |                    |               |  |  |            |            |  |  |        |        |
|  |                        |              |                      |                 | Jaroslaw Wynokur   | 3             |  |  |            |            |  |  |        |        |
|  | Witalij Iwaniw         | 1            |                      |                 | Jaroslaw Wynokur   | 3             |  |  |            |            |  |  |        |        |
|  | Witalij Iwaniw         | 1            |                      |                 |                    |               |  |  |            |            |  |  |        |        |
|  | Jaroslaw Wynokur       | 3            |                      |                 |                    |               |  |  |            |            |  |  |        |        |
|  | Jaroslaw Wynokur       | 3            | Jaroslaw Wynokur     | 0               |                    |               |  |  |            |            |  |  |        |        |
|  |                        |              | Jaroslaw Wynokur     | 0               |                    |               |  |  |            |            |  |  |        |        |
|  |                        |              |                      | Alan Trigg      | 3                  |               |  |  |            |            |  |  |        |        |
|  | Dmytro Ossypenko       | 0            |                      | Alan Trigg      | 3                  |               |  |  |            |            |  |  |        |        |
|  | Dmytro Ossypenko       | 0            |                      |                 |                    |               |  |  |            |            |  |  |        |        |
|  | Alan Trigg             | 3            |                      |                 |                    |               |  |  |            |            |  |  |        |        |
|  | Alan Trigg             | 3            | Alan Trigg           | 3               |                    |               |  |  |            |            |  |  |        |        |
|  |                        |              | Alan Trigg           | 3               |                    |               |  |  |            |            |  |  |        |        |
|  |                        |              |                      |                 | Artem Koschowyj    | 0             |  |  |            |            |  |  |        |        |
|  | Ruslan Ostrowskyj      | 2            |                      |                 | Artem Koschowyj    | 0             |  |  |            |            |  |  |        |        |
|  | Ruslan Ostrowskyj      | 2            |                      |                 |                    |               |  |  |            |            |  |  |        |        |
|  | Artem Koschowyj        | 3            |                      |                 |                    |               |  |  |            |            |  |  |        |        |

## Finale
Im Endspiel kam es zur Neuauflage des Vorjahresfinales. Der ehemalige Profi Alan Trigg traf auf Serhij Petrasch den ukrainischen Meister von 2008. Wie bereits ein Jahr zuvor setzte sich Trigg klar mit 4:0 durch.
| Finale: Best of 7 Frames BK Bingo, Kiew, Ukraine, 6. November 2011 |                |            |
| Serhij Petrasch                                                    | 0:4            | Alan Trigg |
| 23:83 (43), 29:70 (44), 13:65 (44), 14:62                          |                |            |
| –                                                                  | Höchstes Break | 44         |
| –                                                                  | Century-Breaks | –          |
| –                                                                  | 50+-Breaks     | –          |

## Century-Breaks
Das einzige Century-Break des Turniers erzielte Alan Trigg im Vorrundenspiel gegen Artem Koschowyj.
- Alan Trigg: 137